# Europese weg 10
De Europese weg 10 of E10 is een route uit het E-routenetwerk die loopt van Å in Lofoten (gemeente Moskenes, provincie Nordland, Noorwegen) naar Luleå (gemeente Luleå, Norrbottens län, Zweden).
Tot 1985 werd met E10 de route aangeduid van Groningen naar Parijs, die tegenwoordig bestaat uit Europese weg 22 en Europese weg 19.

## Algemeen
De Europese weg 10 is een Klasse A West-Oost-refentieweg en verbindt het Noorse Å i Lofoten met het Zweedse Luleå. De weg is door de UNECE als volgt vastgesteld:
Noorwegen
- Å
- Narvik

Zweden
- Kiruna
- Luleå

## Traject

### Noorwegen
De E10 begint in Å, de westelijkste plaats op de Lofoten. Vanaf hier loopt de weg naar het oosten richting het Noorse vasteland, waarbij de dorpen op deze bergachtige eilanden worden verbonden door middel van tunnels door bergen en bruggen over de fjorden tussen de eilanden. Eenmaal op het vasteland loopt de E10 langs Narvik, en vervolgens naar de Zweedse grens.

### Zweden
De weg komt Zweden binnen ter hoogte van het skioord Riksgränsen, en loopt vanaf hier naar het Torneträsk, waarvan de zuidelijke oever gevolgd wordt. Hiermee komt de weg in het dunbevolkte noordelijke Zweedse binnenland, waar de E10 ongeveer een zuidzuidoostelijke koers neemt langs plaatsen als Kiruna en Gällivare. Deze koers wordt gevolgd totdat de weg bij de kust uitkomt in Töre, vanwaar de weg met de E4 mee naar Luleå gaat.

## Aansluitingen op andere Europese wegen
Tijdens de route komt de E10 de volgende Europese wegen tegen:
- De E6, die van Bjerkvik tot Narvik, beide in Noorwegen, hetzelfde traject volgt.
- De E45, die van Svappavaara tot Gällivare, beide in Zweden, hetzelfde traject volgt.
- De E4, die van Töre tot Luleå, beide in Zweden, hetzelfde traject volgt.

Europese wegen:
E6 · E8 · E10 · E12 · E14 · E16 · E18 · E39 · E45 · E69 · E75 · E105 · E134 · E136
Riksveier:
2 · 
3 · 
4 · 
5 · 
7 · 
9 · 
12 · 
13 · 
15 · 
19 · 
20 · 
21 · 
22 · 
23 · 
25 · 
35 · 
36 · 
40 · 
41 · 
42 · 
44 · 
47 · 
52 · 
55 · 
70 · 
73 · 
77 · 
80 · 
83 · 
85 · 
92 · 
93 · 
94 · 
110 · 
111 · 
120 · 
150 · 
156 · 
159 · 
162 · 
163 · 
190 · 
191 · 
200 · 
282 · 
420 · 
451 · 
502 · 
509 · 
510 · 
518 · 
555 · 
562 · 
580 · 
616 · 
617 · 
658 · 
681 · 
706 · 
827 · 
833 · 
853 · 
862 · 
881 · 
887 · 
892 · 
893
Europese wegen:
E4 · E6 · E10 · E12 · E14 · E16 · E18 · E20 · E22 · E45 · E65
Riksvägar:
9 · 11 · 13 · 15 · 17 · 19 · 21 · 23 · 24 · 25 · 26 · 27 · 28 · 29 · 30 · 31 · 32 · 34 · 35 · 37 · 40 · 41 · 42 · 44 · 46 · 47 · 49 · 50 · 51 · 52 · 53 · 55 · 56 · 57 · 61 · 62 · 63 · 66 · 68 · 69 · 70 · 72 · 73 · 75 · 76 · 77 · 83 · 84 · 86 · 87 · 90 · 92 · 94 · 95 · 97 · 98 · 99